# 外環浦和インターチェンジ
外環浦和インターチェンジ（がいかんうらわインターチェンジ）は、埼玉県川口市芝富士にある、東京外環自動車道のインターチェンジ。川口・三郷方面への入口、川口・三郷方面からの出口のみのハーフIC。
ICがちょうどJR東北本線上の橋にあり、国道298号とは短絡路で結ばれている。

## 道路
- C3 東京外環自動車道（62番）

## 接続する道路
- 国道298号
- 国道17号

## 周辺
- 浦和実業学園中学校・高等学校
- JR東日本さいたま車両センター
- 埼玉県立蕨高等学校
- さいたま市文化センター
- さいたま市立文蔵小学校

## 料金所
- レーン数：2
  - ETC専用：1
  - ETC・一般：1

## 隣
C3 東京外環自動車道
(61)戸田東IC - (62)外環浦和IC - (63)川口西IC